# Beyond the Valley of the Murderdolls
Albums de Murderdolls
Right to Remain Violent
(2002) Women & Children Last
(2010)
Beyond The Valley of the Murderdolls est le premier album studio du groupe Murderdolls, sorti en août 2002 sous le label Roadrunner Records. L'album est réédité l'année suivante avec six inédits ainsi qu'un DVD. 
Beyond The Valley of the Murderdolls a atteint la 40e place au UK Albums Chart.[réf. souhaitée]
Le titre de l'album est une référence au film de Russ Meyer, intitulé Beyond the Valley of the Dolls.

## Liste des chansons
1. Slit My Wrist
2. Twist My Sister
3. Dead in Hollywood
4. Love at First Fright
5. People Hate Me
6. She Was a Teenage Zombie
7. Die My Bride
8. Grave Robbing U.S.A.
9. 197666
10. Dawn of the Dead
11. Let's Go to War
12. Dressed to Depress
13. Kill Miss America
14. B-Movie Scream Queen
15. Motherfucker I Don't Care

### Bonus tracks (Réédition 2003)
- Crash Crash
- Let's Fuck
- I Take Drugs
- White Wedding (Reprise de Billy Idol)
- Welcome to the Strange
- I Love to Say Fuck

## DVD bonus
En plus des six titres supplémentaires, la version ré-éditée de l'album contient un DVD avec quatre videos, dont un live.
1. I Love to Say Fuck (live)
2. Dead in Hollywood
3. Love at First Fright
4. White Wedding